# Broch de West Burrafirth
Le broch de West Burrafirth est un broch situé sur un îlot sur la côte occidentale de l'île de Mainland dans les Shetland en Écosse. Le broch date du Ier siècle av. J.-C.. Au XIXe siècle, le broch était relié à l'île de Mainland par un pont en pierre.